# S.C. Olhanense
S.C. Olhanense er en portugisisk fodboldklub, der blev grundlagt i 1912.